# 19 (álbum)
19 é o álbum de estreia da cantora e compositora inglesa Adele, lançado no dia 28 de janeiro de 2008 no Reino Unido, pela gravadora XL Recordings. O álbum foi intitulado com a idade com a qual a cantora o produziu e gravou. Após a formatura de Adele na BRIT School for Performing Arts and Technology, em maio de 2006, ela começou a publicar músicas e gravou uma demo de três músicas para um projeto de classe e a deu a um amigo. O amigo postou a demo no MySpace, onde se tornou muito bem sucedida e levou ao interesse da XL Recordings. Isso levou Adele a assinar um contrato de gravação com a gravadora.
Adele escreveu a maior parte do material do álbum unicamente, mas trabalhou com alguns poucos compositores e produtores, incluindo Jim Abbiss, Mark Ronson, Eg White e Sacha Skarbek. Suas colaborações criaram um álbum de blue-eyed soul com letras descrevendo o desgosto e o relacionamento. Após o lançamento, 19 recebeu críticas positivas da crítica especializada, que elogiou os vocais da cantora e a observou como tendo "potencial para se tornar uma das artistas internacionais mais respeitadas e inspiradoras de sua geração".
O álbum recebeu indicações e ganhou vários prêmios, entre eles um Mercury Prize, um Brit Award e dois Grammy Awards. Em 2008, no Brit Awards, Adele venceu na categoria Escolha dos Críticos. Em 2009, no Grammy, Adele ganhou o prêmio de Melhor Performance Pop Vocal Feminina com Chasing Pavements e Artista Revelação. Em abril de 2008, a cantora deu início a turnê An Evening with Adele, para promover o álbum. A turnê terminou em julho de 2009. Em 2010, a artista recebeu uma nomeação ao Grammy de Melhor Performance Pop Vocal Feminina por Hometown Glory. Seu primeiro single, "Hometown Glory", atingiu a 19ª posição da UK Singles Chart e a 3ª na Bélgica. O segundo single, "Chasing Pavements", alcançou a 2ª posição da UK Singles Chart e a 11ª da Billboard Hot 100, tendo ainda conseguido entrar no Top 10 de outros 5 países. O terceiro single foi "Cold Shoulder", que chegou a 18ª posição da UK Singles Chart e a 3ª na Bélgica. O quarto e último single, "Make You Feel My Love", cover da canção do cantor Bob Dylan presente no álbum Time Out of Mind, de 1997, chegou a 4ª posição no Reino Unido e na Escócia, além de ter entrado no Top 5 de outros 2 países.[carece de fontes?]
19 debutou em 1º lugar na UK Albums Chart e vendeu estimadas 1,2 milhões de cópias no Reino Unido, sendo certificado quatro vezes Platina pela British Phonographic Industry (BPI). Nos Estados Unidos, o álbum recebeu três certificações de platina, com mais de 3 milhões de cópias vendidas. Pelo mundo, é estimado que o álbum tenha vendido mais de 7 milhões de cópias.

## Antecedentes
Em maio de 2006, formou-se na BRIT School for Performing Arts and Technology, mesmo colégio onde estudaram Kate Nash, Amy Winehouse e Jessie J. Quatro meses após a formatura, ela publicou duas músicas na quarta edição de artes do site PlatformsMagazine.com. Ela gravou demos de três músicas para um projeto de classe e as deu para um amigo. O amigo postou as demos no MySpace, onde tornou-se muito bem sucedido e levou a um telefonema de Richard Russell, chefe da gravadora XL Recordings. Ela duvidava que a oferta fosse real porque a única gravadora que conhecia era a Virgin Records e levou uma amiga para a reunião. Nick Huggett, da XL, recomendou Adele ao empresário artístico Jonathan Dickins que em junho de 2006 tornou-se seu representante oficial. Huggett em seguida, assinou Adele para a XL em setembro de 2006.
Adele gravou "Make You Feel My Love" de Bob Dylan por recomendação de Jonathan Dickins que amava a canção. A música "Hometown Glory" foi destaque na tv britânica e americana em Skins, Grey's Anatomy, One Tree Hill, Hollyoaks, Secret Diary of a Call Girl. "Hometown Glory", foi escrita por Adele em 10 minutos depois que sua mãe tentou persuadi-la a deixar sua cidade natal de West Norwood em Londres para a universidade.
O primeiro single lançado a partir do lançamento de 19 foi "Chasing Pavements", que Adele escreveu em colaboração com Eg White. "Chasing Pavements" foi inspirada por um incidente que Adele teve com um ex-namorado. Depois de saber que ele a traiu, ela foi ao bar onde ele estava e lhe deu um soco no rosto. Depois de ser expulsa, Adele andou pela rua sozinha e pensou: "O que você está perseguindo? Você está perseguindo um asfalto vazio". Ela cantou e gravou a demo em seu celular e organizou os acordes quando chegou em casa. Adele e White co-escreveram duas outras músicas para o álbum: "Melt My Heart to Stone" e "Tired". Ela também colaborou com Sacha Skarbek no single "Cold Shoulder". No entanto, a maioria das músicas foram escritas exclusivamente por Adele, incluindo "Best for Last", "Crazy for You", "First Love" e "My Same", bem como seu single de estreia, "Hometown Glory".

## Lançamento e promoção

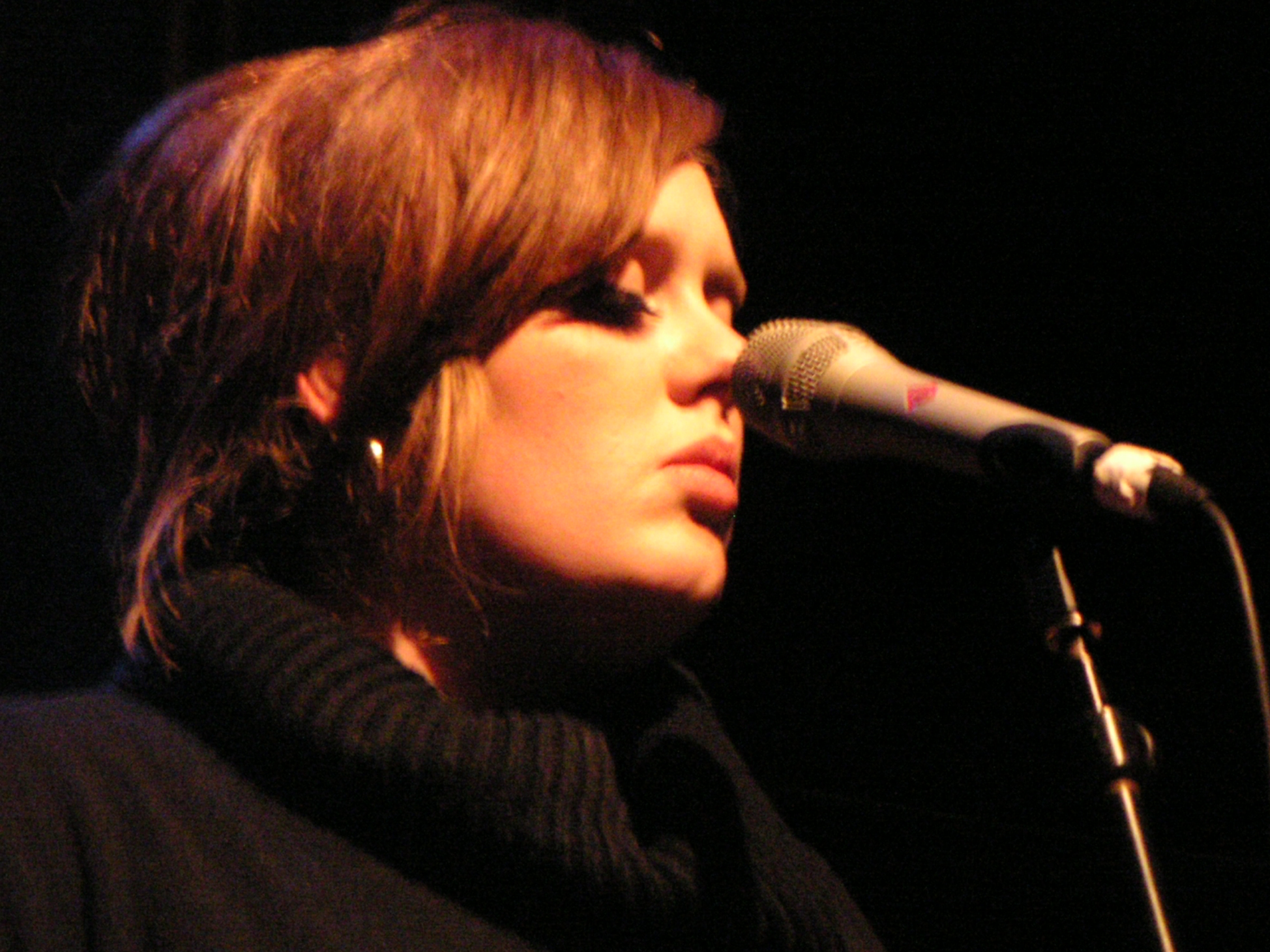
Adele 2009.

Em julho de 2008, Adele informou ao escritor de soul britânico Pete Lewis da revista de música britânica Blues & Soul que a razão para nomear seu álbum de estreia "19" foi para refletir sua idade enquanto ela escrevia: "Eu meio que lembro de me tornar um pouco de uma mulher durante esse tempo. E eu acho que isso é definitivamente documentado nas músicas". A edição taiwanesa foi lançada em 5 de março. Assim como a lista de faixas padrão, o álbum apresenta três faixas bônus: "That's It Quit I'm Movin' On" ("Chasing Pavements" Lado B), "Now and Then" ("Cold Shoulder" Lado B) e "Painting Pictures" ("Make You Feel My Love" Lado B). A edição especial da Indonésia foi lançada em 3 de março. Além da lista de faixas padrão, o álbum apresenta um vídeo bônus para "Chasing Pavements".
Em 2008, Adele tornou-se headliner e realizou um set acústico, no qual ela foi apoiada por Damien Rice. Ela embarcou em uma curta turnê norte-americana no mesmo mês, e 19 foi lançado nos Estados Unidos em junho. A revista Billboard afirmou: "Adele realmente tem potencial para se tornar uma das artistas internacionais mais respeitadas e inspiradoras de sua geração". A turnê mundial An Evening with Adele começou em maio de 2008 e terminou em junho de 2009.
Mais tarde, ela cancelou as datas da turnê americana de 2008 para estar com um ex-namorado. Ela disse na revista Nylon em junho de 2009: "Eu não consigo acreditar que fiz isso". Parece tão ingrato... eu estava bebendo demais e isso era a base do meu relacionamento com esse garoto. Eu não podia suportar ficar sem ele, então eu estava tipo, "Bem, ok, eu vou apenas cancelar minhas coisas."" Em meados de outubro de 2008, a tentativa de Adele de invadir a América parecia ter fracassado. Mas, em seguida, ela foi reservada como a convidada musical no episódio de 18 de outubro de 2008 do Saturday Night Live da NBC. O episódio do programa teve sua maior audiência em 14 anos, com 17 milhões de telespectadores. Adele cantou "Chasing Pavements" e "Cold Shoulder", e no dia seguinte, 19 liderou as paradas do iTunes e classificado no número cinco na Amazon.com, enquanto "Chasing Pavements" subiu para o top 25. O álbum atingiu o número 11 na Billboard 200 como resultado, um salto de 35 lugares em relação à semana anterior.

## Lista de faixas
| N.º | Título                   | Compositor(es)                                                  | Produtor(es) | Duração |  |
| 1.  | "Daydreamer"             | Adele Adkins                                                    | Jim Abbiss   | 3:41    |  |
| 2.  | "Best for Last"          | Adkins                                                          | Abbiss       | 4:19    |  |
| 3.  | "Chasing Pavements"      | Adkins, Eg White                                                | Eg White     | 3:31    |  |
| 4.  | "Cold Shoulder"          | Adkins, Sacha Skarbek                                           | Mark Ronson  | 3:12    |  |
| 5.  | "Crazy for You"          | Adkins                                                          | Abbiss       | 3:28    |  |
| 6.  | "Melt My Heart to Stone" | Adkins, White                                                   | White        | 3:24    |  |
| 7.  | "First Love"             | Adkins                                                          | Abbiss       | 3:10    |  |
| 8.  | "Right as Rain"          | Adkins, Leon Michels, Jeff Silverman, Nick Movshon, Clay Holley | Abbiss       | 3:17    |  |
| 9.  | "Make You Feel My Love"  | Bob Dylan                                                       | Abbiss       | 3:32    |  |
| 10. | "My Same"                | Adkins                                                          | Abbiss       | 3:16    |  |
| 11. | "Tired"                  | Adkins, White                                                   | White        | 4:19    |  |
| 12. | "Hometown Glory"         | Adkins                                                          | Abbiss       | 4:31    |  |

| Edição especial em Taiwan |                                   |         |  |
| N.º                       | Título                            | Duração |  |
| 13.                       | "Chasing Pavements" (vídeo bônus) |         |  |

| Faixas de bônus japonesa |                                                      |                        |         |  |
| N.º                      | Título                                               | Compositor(es)         | Duração |  |
| 13.                      | "Painting Pictures"                                  | Adkins                 | 3:34    |  |
| 14.                      | "Now and Then"                                       | Adkins                 | 3:24    |  |
| 15.                      | "That’s It, I Quit, I'm Moving On" (Sam Cooke cover) | Del Serino, Roy Alfred | 2:12    |  |

| CD Bônus - Edição limitada EUA |                                                              |                                             |         |  |
| N.º                            | Título                                                       | Compositor(es)                              | Duração |  |
| 1.                             | "Right as Rain" (ao vivo)                                    | Adkins, Michels, Silverman, Movshon, Holley | 3:28    |  |
| 2.                             | "Melt My Heart to Stone" (ao vivo)                           | Adkins, White                               | 3:21    |  |
| 3.                             | "My Same" (ao vivo)                                          | Adkins                                      | 3:02    |  |
| 4.                             | "That's It, I Quit, I'm Movin' On" (ao vivo Sam Cooke cover) | Serino, Alfred                              | 2:21    |  |
| 5.                             | "Chasing Pavements" (ao vivo)                                | Adkins, White                               | 3:49    |  |

| 2009 CD Bônus - Edição Expandida - Acoustic Set Live from Hotel Café, Los Angeles |                                                         |                                             |         |  |
| N.º                                                                               | Título                                                  | Compositor(es)                              | Duração |  |
| 1.                                                                                | "Chasing Pavements"                                     | Adkins, White                               | 3:52    |  |
| 2.                                                                                | "Melt My Heart to Stone"                                | Adkins, White                               | 3:21    |  |
| 3.                                                                                | "That's It, I Quit, I'm Movin' On"" (Sam Cooke cover)   | Serino, Alfred                              | 2:07    |  |
| 4.                                                                                | "Crazy for You"                                         | Adkins                                      | 3:43    |  |
| 5.                                                                                | "Right as Rain"                                         | Adkins, Michels, Silverman, Movshon, Holley | 3:32    |  |
| 6.                                                                                | "My Same"                                               | Adkins                                      | 3:05    |  |
| 7.                                                                                | "Make You Feel My Love"                                 | Dylan                                       | 3:52    |  |
| 8.                                                                                | "Daydreamer"                                            | Adkins                                      | 3:41    |  |
| 9.                                                                                | "Hometown Glory"                                        | Adkins                                      | 3:48    |  |
| 10.                                                                               | "Many Shades of Black" (Faixa bônus com The Raconteurs) | Brendan Benson, Jack White                  | 4:28    |  |

## Singles
Europa, Austrália e Japão
- "Chasing Pavements"
- "Cold Shoulder"

Canadá e Estados Unidos da América
- "Hometown Glory"

## Histórico de lançamento
| País/Região    | Date                   |
| -------------- | ---------------------- |
| Reino Unido    | 28 de janeiro de 2008  |
| Austrália      | 2 de Fevereiro de 2008 |
| Japão          | 5 de Março de 2008     |
| Europa         | 7 de Março de 2008     |
| Estados Unidos | 10 de Junho de 2008    |

## Equipe e colaboradores
| - Adele Adkins - vocal - Jim Abbiss – glockenspiel, productor e mistura - Matt Allchin – guitarra - Helen Atkinson – engenheiro assistente - Neil Cowley – piano, órgão Hammond, wurlitzer - Rosie Danvers – arranjos de cordas - Tom Elmhirst – mistura - Simon Hayes – assistente de mistura - Liam Howe – programação - Sam Koppelman – glockenspiel - Serge Krebs – engenheiro assistente, assistente de mistura - Matt Lawrence – engenheiro - Phil Lee – direcção artística, design, fotografia - Archibald Alexander MacKenzie – engenheiro assistente, assistente de mistura | - Will Malone – arranjos e condução de cordas - Perry Mason – cordas - Dominic Morley – engenheiro - Dan Parry – assistente de mistura - Matt Paul – assistente - Jack Penate – coro - Fergus Peterkin – assistente de mistura - Mark Ronson – produtor - Louis "Kayel" Sharpe – bateria - Jason Silver – teclado - Michael Tighe – guitarra - Eg White – arranjos, produtor - Richard Wilkinson – engenheiro e mistura - Stuart Zender – baixo |

## Posições nas paradas
| Chart                           | Melhor Posição |
| ------------------------------- | -------------- |
| Australian Albums Chart         | 3              |
| Austrian Albums Chart           | 40             |
| Belgian Albums Chart (Flanders) | 9              |
| Belgian Albums Chart (Wallonia) | 38             |
| Canadian Albums Chart           | 4              |
| Czech Albums Chart              | 10             |
| Danish Albums Chart             | 14             |
| Dutch Albums Chart              | 1              |
| Finnish Albums Chart            | 26             |
| French Albums Chart             | 18             |
| German Albums Chart             | 15             |
| German Independent Chart        | 6              |
| Greek Albums Chart              | 30             |
| Irish Albums Chart              | 2              |
| Italian Albums Chart            | 35             |
| Mexican Albums Chart            | 41             |
| Japanese Albums Chart           | 36             |
| New Zealand Albums Chart        | 3              |
| Norwegian Albums Chart          | 7              |
| Polish Albums Chart             | 24             |
| Spanish Albums Chart            | 13             |
| Swedish Albums Chart            | 11             |
| Swiss Albums Chart              | 15             |
| UK Albums Chart                 | 1              |
| US Billboard 200                | 4              |

| País           | Certificador   | Certificação | Vendas     |
| -------------- | -------------- | ------------ | ---------- |
| Alemanha       | BVMI           | Ouro         | 100.000+   |
| Austrália      | ARIA           | 2× Platina   | 140.000+   |
| Bélgica        | BEA            | Platina      | 60.000+    |
| Brasil         | ABPD           | 2× Platina   | 80.000+    |
| Canadá         | Music Canada   | Platina      | 200.000+   |
| Dinamarca      | IFPI           | Ouro         | 25.000+    |
| Finlândia      | IFPI Finlândia | Ouro         | 15.709     |
| Itália         | Fimi           | Ouro         | 35.000+    |
| Países Baixos  | NVPI           | 5× Platina   | 250.000+   |
| Nova Zelândia  | RIANZ          | Platina      | 15.000+    |
| Espanha        | PROMUSICAE     | Platina      | 50.000+    |
| Reino Unido    | BPI            | 4× Platina   | 1.200.000+ |
| Estados Unidos | RIAA           | 3× Platina   | 3.000.000+ |

### Tabelas de Fim de Ano
| Paradas (2008) | Posição |
| -------------- | ------- |
| Bélgica        | 74      |
| França         | 166     |
| Holanda        | 12      |
| Reino Unido    | 16      |
| Paradas (2009) | Posição |
| Holanda        | 1       |
| Reino Unido    | 158     |
| Paradas (2010) | Posição |
| Holanda        | 77      |
| Reino Unido    | 85      |